# Havnegade (Aarhus)
Havnegade i Aarhus er en gade langs den nordre del af Aarhus Havn nær ved Toldboden. Gaden er forbindelsesled mellem Kystvejen mod nord og Europaplads mod syd. Parallelt med gaden går Aarhus Letbane.
Havnegade blev oprindelig skabt til aflastning af trafikken i Skolegade og senere døbt Havnegade i 1880. Baggrunden for Havnegades tilblivelse er, at terrænet bag baghusene i Skolegade hvis grunde løb til kystlinien, i løbet af 1840´erne blev opfyldt.